# Warrap (stan)
Warrap (d. arab. واراب – Warab) – jeden z 10 stanów Sudanu Południowego, istniejący do 2015 roku (wówczas to podzielony na stany Gogrial i Tonj) i ponownie od roku 2020; wchodzi w skład regionu Bahr el Ghazal. Obejmuje powierzchnię 45 567 km², w 2008 roku zamieszkiwało go 972 928 osób. Graniczy z obszarem administracyjnym Abyei na północy, ze stanami Bahr el Ghazal Północny i Bahr el Ghazal Zachodni na zachodzie, Ekwatorią Zachodnią i Lakes na południu, oraz ze stanem Unity na wschodzie. Stolicą stanu jest miejscowość Kuajok, wcześniej funkcję tę sprawowało miasto Warrap.
Do 2015 stan Warrap dzielił się na 6 hrabstw:
- Gogrial East;
- Gogrial West;
- Tonj East;
- Tonj North;
- Tonj South;
- Twic.